# Colin i Cameron Cairnes
Colin Cairnes i Cameron Cairnes són un duet de germans cineastes australians, coneguts per escriure i dirigir pel·lícules de terror. Van guanyar el premi al millor guió al LVI Festival Internacional de Cinema Fantàstic de Catalunya.

## Filmografia
| Any  | Títol              | Notes               |
| ---- | ------------------ | ------------------- |
| 2012 | 100 Bloody Acres   | Pel·lícula de debut |
| 2016 | Scare Campaign     |                     |
| 2023 | L'últim late night |                     |